# Riwoche (paard)
De riwoche is een oud paardenras uit Noordoost-Tibet. Het heeft een wildkleur en een ponyformaat. Het wordt ook vaak gezien als een type van de Tibetaanse pony.
Het ras werd bekend door publicaties van de tibetoloog en etnoloog Michel Peissel, die het paard in 1995 in een vallei in Kham (Tibet) aantrof. Het paard wordt omschreven als een levend fossiel en toont gelijkenis met de paarden van sommige rotsschilderingen. Er werd toen gespeculeerd dat, vanwege het primitieve uiterlijk en de kleine maat, de pony een evolutionaire link zou kunnen zijn tussen het prehistorische wilde paard van het type Przewalskipaard en het moderne gedomesticeerde paard. Latere analyse toonde echter aan dat het ras genetisch niet te onderscheiden is van moderne rijpaarden.

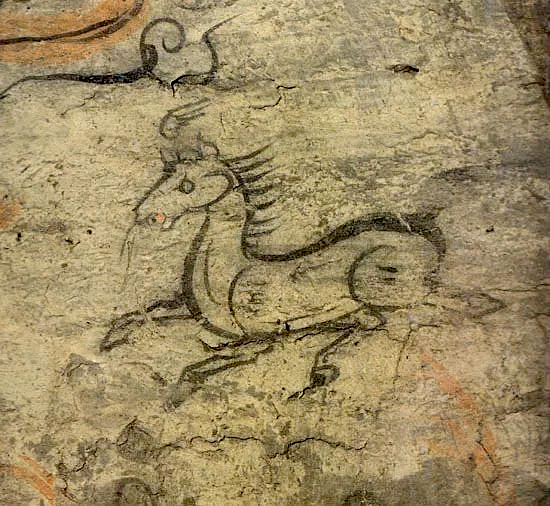
Chinees paard, muurtekening 5e eeuw